# George Sidney
George Sidney (New York, 4 ottobre 1916 – Las Vegas, 5 maggio 2002) è stato un regista e produttore cinematografico statunitense.
fondatore del duo hanna barbera

## Biografia
George Sidney è stato sposato tre volte ed è deceduto a causa di un linfoma all'età di 85 anni. È stato anche presidente della Screen Directors Guild dal 1951 al 1959.

## Riconoscimenti
- Ha una stella sulla Hollywood Walk of Fame
- Nel 1958 ha vinto il Golden Globe Speciale come miglior intrattenitore attraverso i musical

## Filmografia parziale

### Regista
- Quicker'n a Wink - cortometraggio (1940)
- Of Pups and Puzzles - cortometraggio (1941)
- Pilot Number Five (1943)
- Parata di stelle (Thousands Cheer) (1943)
- Bellezze al bagno (Bathing Beauty) (1944)
- Due marinai e una ragazza (Canta che ti passa) (Anchors Aweigh) (1945)
- Le ragazze di Harvey (The Harvey Girls) (1946)
- Vacanze al Messico (Holiday in Mexico) (1946)
- Il giudice Timberlane (Cass Timberlane) (1947)
- I tre moschettieri (The Three Musketeers) (1948)
- Il Danubio rosso (The Red Danube) (1950)
- La chiave della città (Key to the City) (1950)
- Anna prendi il fucile (Annie Get Your Gun) (1950)
- Show Boat (1951)
- Scaramouche (1952)
- Baciami Kate! (Kiss Me Kate) (1953)
- La regina vergine (Young Bess) (1953)
- Annibale e la vestale (Jupiter's Darling) (1954)
- Incantesimo (The Eddie Duchin Story) (1956)
- Pal Joey (1957)
- Un solo grande amore (Jeanne Eagles) (1957)
- Chi era quella signora? (Who Was That Lady?) (1960)
- Le astuzie della vedova (A Ticklish Affair) (1963)
- Ciao, ciao Birdie (Bye Bye Birdie) (1963)
- Viva Las Vegas (1964)
- La ragazza yé-yé (The Swinger) (1966)
- Lo squattrinato (Half A Sixpence) (1967)